# Nomenklatura
Der Begriff Nomenklatura bezeichnet im westlichen Sprachgebrauch in sozialistischen Ländern zum einen ein Verzeichnis aller Führungspositionen in Partei, Verwaltung, Wirtschaft und Gesellschaft. Dieses Verzeichnis ist ein Instrument der langfristigen Personalplanung im Rahmen der im Kommunismus typischen Kaderpolitik. „In der Nomenklatur wurde festgelegt, welche Person für welche Position von der jeweils höheren Parteiebene eingesetzt werden konnte und sollte.“ Andererseits bezeichnete der Begriff Nomenklatura auch die Gesamtheit der Personen, welche diese wichtigen Führungspositionen innehatten, also die Eliten.

## Herkunft des Wortes
Wie auch der Begriff Nomenklatur ist Nomenklatura lateinischen Ursprungs: Beide Begriffe stammen von nomenclatura (nomen = Name, calare = zusammenrufen) ab und bezeichnen ein Namensverzeichnis. Während Nomenklatur aber direkt dem Lateinischen entlehnt ist und im Sprachgebrauch für Namens- und Begriffslisten aller Art verwendet wird, kommt Nomenklatura vom russischen номенклатура her. Im westdeutschen Sprachgebrauch wurde Nomenklatura ausschließlich im direkten oder übertragenen Sinne für Namensverzeichnisse parteipolitischer Kader verwendet.

## Nomenklatura – die privilegierte Klasse
Die Begriffe „Nomenklatura“ (als Gesamtheit der Funktionäre) bzw. „Nomenklaturkader“ entstammen dem Sprachgebrauch der SED für Führungskräfte aller Art. Die Bezeichnung lässt darauf schließen, dass Führungs- und Einflusspositionen nur mit Personen besetzt wurden, die in der entsprechenden Nomenklatur als linientreu und parteiergeben gelistet waren.
Derartige Privilegiertengruppen sind keine Erfindung des real existierenden Sozialismus, entwickelten sich aber in dieser Gesellschaftsformation besonders gut. Schon Leo Trotzki sprach 1930 im Exil davon, dass es in Russland eine „neue Bourgeoisie“ gebe (in: „Die wirkliche Lage in Russland“ 1930), die er aber nicht mit der Bürokratie in Partei- und Staatsführung in Eins setzte. („Der Kulak tat sich mit dem kleinen Industriellen zusammen, um die vollständige Wiederherstellung des Kapitalismus zu erreichen. Und so eröffnete sich ein unversöhnlicher Kampf um die Verteilung des Mehrprodukts der Arbeit: Wer würde darüber in naher Zukunft verfügen – die Sowjetbürokratie oder die neue Bourgeoisie?“ schrieb er in seinem Werk „Stalin“.) Milovan Đilas hat der Pervertierung des Gleichheitsgedankens im Jugoslawien Josip Broz Titos mit seinem Buch „Die Neue Klasse“ (deutsch 1958) ein Denkmal gesetzt. Nach dem Zusammenbruch der SED-Diktatur in der DDR  wurde das ganze Ausmaß der neuen Klassengesellschaft und des polizeistaatlichen Überwachungssystems deutlich, dieser fein verwobenen Mischung aus Privilegien und Angst, aus erkaufter und erzwungener Zustimmung. Der Untergang der sozialistischen Staaten Osteuropas war nicht zuletzt eine Folge dieses eklatanten Widerspruchs zwischen Ideologie und Wirklichkeit, von den auf Papier gewährten Grundrechten und subjektiver Ohnmacht des einfachen Bürgers.
Als Folge dieser sozialistischen Klassengesellschaft erhielt der Begriff „Nomenklatura“ zunehmend auch einen bitteren, ablehnenden Beigeschmack und stand dann für Apparatschik und Bonzenstaat. Seit Ende der kommunistischen Diktaturen beschränkt sich der Sprachgebrauch weitgehend auf diese Bedeutung.

## Nomenklatura nach Staaten

### Sowjetunion
Der Begriff steht für die Führungskader der Sowjetunion. Die Nomenklatura bestand ausschließlich aus KPdSU-Mitgliedern, die von einer gewissen „mittleren“ Einfluss- bzw. Leitungsebene an aufwärts tätig waren. Sie war im Prinzip die Elite der Sowjetunion, die über ausnahmslos alle Bereiche des Landes und seiner Bevölkerung unumschränkt herrschte.

### Deutsche Demokratische Republik
Die verschiedenen SED-Führungen (Politbüro, Zentralkomitee, Bezirksleitungen usw.) und die Ministerien der DDR schufen ein System von Nomenklaturkadern nach sowjetischem Vorbild, die mit linientreuen, der Parteidisziplin besonders ergebenen, speziell in Parteischulen unterwiesenen Mitgliedern besetzt wurden.
Es gab eine genaue Nomenklaturkaderverordnung, in der die wichtigen Leitungspositionen (mehrere hundert) in der DDR erfasst waren. Vor der Berufung in eine solche Position (1. Sekretäre der SED-Kreis- und Bezirksleitungen, Generaldirektoren der Kombinate, Minister, Staatssekretäre, Rektoren, Direktoren wichtiger Institute, Führungspersonen in den Medien usw.) musste diese Personalvorlage erst durch das ZK der SED, das heißt die entsprechende Abteilung im ZK, formal bestätigt werden. Ziel war, eine möglichst lückenlose Kontrolle des öffentlichen Lebens zu erreichen.
In einem solchen System konnten die Führungspositionen mit wenigen Ausnahmen nur von linientreuen SED-Mitgliedern besetzt werden. Um eine Position als sozialistischer Leiter zu erreichen, musste sich der Nomenklaturkader-Kandidat zuvor in untergeordneten Leitungsfunktionen als geeignet erweisen und sich politisch bewähren. Außerdem war in späteren Jahren für derartige Positionen laut Stellenplan, korrekt „Kaderentwicklungsplan“, ein Hochschulstudium (möglichst mit Promotion) unabdingbar, ergänzt durch den Besuch der der Leitungsebene entsprechenden Parteischule, wie Bezirksparteischule und/oder Parteihochschule der SED. Seit den 1970er Jahren erwuchsen aus den Familien der ursprünglichen Nomenklaturkader immer häufiger regelrechte Nomenklaturkader-„Dynastien“. Ab 1983 wurde beim Ministerrat der DDR der elektronische „Zentrale Kaderdatenspeicher“ (ZKDS) geführt.

#### MfS und Nomenklatura
2014 wurde bekannt, dass Stasi-Chef Erich Mielke kompromittierendes Material über Mitglieder des SED-Zentralkomitees in einer geheimen Ablage namens „Rote Nelke“ sammelte.
In dem bislang weitgehend unbekannten Aktenbestand befinden sich Informationen über die Stasi-Zusammenarbeit, aber auch NS-Belastungen, z. B. von Margot Honecker, Günter Mittag und Hermann Axen. Die erhaltenen Dossiers belegen, dass nicht wenige schon vor ihrer Funktion als Nomenklaturkader inoffizielle Beziehungen zum MfS hatten. Vor dem Aufstieg wurden sie im Auftrag der Kaderabteilung des Zentralkomitees vom MfS überprüft. Das MfS wurde so zum Personalberater der SED. Viele Nomenklaturkader arbeiteten nach ihrem Aufstieg weiter „offiziell“ mit dem MfS zusammen. Sie informierten das MfS und ließen sich andererseits Informationen vom MfS zukommen, um ihre Personalpolitik im Interesse der SED zu steuern. Als Beispiele werden in den Akten die für Frauenfragen zuständige ZK-Sekretärin Ingeburg Lange, der Reichsbahnpräsident Otto Arndt oder Bauminister Wolfgang Junker genannt.
Das Phänomen dieser offiziellen Partner des MfS ist bisher in der Forschung unterschätzt worden. Sie berichteten nicht nur. Auf Grund des Informationsaustausches mit dem MfS trafen sie nach Absprache mit dem MfS und der SED auch Personalentscheidungen, die in Biografien von Bürgern eingreifen konnten. Sie hatten also deutlich mehr Macht als der durchschnittliche IM. Die Nomenklaturkader waren die eigentlichen Machthaber in der SED-Diktatur.

#### Mitglieder der Nomenklatura
Die Nomenklatura in der DDR setzte sich wie folgt zusammen:
- Zum engsten Kreis der Spitzenfunktionäre (etwa 30 Personen) gehörten die Mitglieder und Kandidaten des SED-Politbüros.
- Zum engeren Kreis der Nomenklatura werden etwa 500–600 Personen gerechnet.[6]
- Inklusive aller leitenden, mittleren und unteren Funktionäre von SED, Blockparteien, Massenorganisationen, staatlichen Institutionen, Kultur und Wirtschaft umfasste die Nomenklatura nach manchen Angaben rund 250 000[6] Personen, anderen Angaben gemäß etwa 339.000[7] Personen.

Positionen, die zur Nomenklatura gehörten, waren unter anderem:
- alle hauptamtlich Angestellten der SED außer Büro- und Hauspersonal, alle haupt- und ehrenamtlichen Mitarbeiter von SED-Instituten und -Institutionen außer Büro- und Hauspersonal
- alle Mitglieder der zentralen Vorstände der anderen Blockparteien CDU, LDPD, NDPD, Bauernpartei (DBD); alle Mitglieder ihrer Bezirksvorstände, die hauptamtlichen Angestellten dieser Parteien außer Büro- und Hauspersonal, alle haupt- und ehrenamtlichen Mitarbeiter von Instituten und Institutionen dieser Parteien außer Büro- und Hauspersonal
- alle Mitglieder der zentralen Vorstände der Massenorganisationen wie FDGB, FDJ, DSF, DFD, GST usw., alle Mitglieder der Bezirksvorstände der DDR-Massenorganisationen, die hauptamtlichen Angestellten dieser Massenorganisationen außer Büro- und Hauspersonal, alle haupt- und ehrenamtlichen Mitarbeiter von Instituten und Institutionen der DDR-Massenorganisationen außer Büro- und Hauspersonal
- alle Abgeordneten der Volkskammer, der Bezirkstage, alle leitenden hauptamtlichen Mitarbeiter der Volkskammer und der Bezirkstage
- alle Mitglieder des Staatsrates der DDR, des Ministerrates der DDR und der Räte der Bezirke; alle leitenden Mitarbeiter des Staatsrates, des Ministerrates, der Ministerien, der Räte der Bezirke, die leitenden Mitarbeiter von Instituten und Institutionen des Staatsrates, des Ministerrates und der Ministerien
- alle hauptamtlichen Mitarbeiter des MfS außer Büro- und Hauspersonal, die wichtigen ehrenamtlichen Mitarbeiter des MfS, alle leitenden Mitarbeiter der Volkspolizei im Offiziersrang (ab Major aufwärts), alle leitenden haupt- und ehrenamtlichen Mitarbeiter der Kampfgruppen der Arbeiterklasse im Offiziersrang, alle Offiziere der NVA im Rang Major oder höher
- das gesamte leitende Personal von Universitäten, Hochschulen, Instituten und Bildungseinrichtungen, die leitenden Mitarbeiter im Schulwesen (ab Schulleiter aufwärts), das leitende Personal im Gesundheitswesen
- alle Betriebsdirektoren und das leitende Personal von Großbetrieben
- alle, die in Fach- und ähnlichen Verbänden leitende Funktionen bekleideten
- alle, die mit hohen Auszeichnungen bedacht wurden.

### Nomenklatura in Russland heute
Nach Auffassung von Eric Gujer hat sich die Nomenklatura in Russland nach den 1990er-Jahren wieder etabliert. Sie sei zusammengehalten von Pfründen und Privilegien sowie dem „selbstverständlichen Glauben an die imperiale Bestimmung Russlands“.